# Bradunia costigutta
Bradunia costigutta är en fjärilsart som beskrevs av William Schaus 1916. Bradunia costigutta ingår i släktet Bradunia och familjen nattflyn. Inga underarter finns listade i Catalogue of Life.